# Adel Hakim
 (août 2017).
Si vous disposez d'ouvrages ou d'articles de référence ou si vous connaissez des sites web de qualité traitant du thème abordé ici, merci de compléter l'article en donnant les références utiles à sa vérifiabilité et en les liant à la section « Notes et références ».
Pour les articles homonymes, voir Hakim.
Adel Hakim est un acteur, metteur en scène, dramaturge et directeur de théâtre français né le 13 octobre 1953 au Caire et mort à Ivry-sur-Seine le 29 août 2017.
Il a vécu en Égypte puis au Liban. Il vivait en France depuis 1972.

## Biographie
Adel Hakim naît d’un père égypto-libanais et d’une mère italienne.
Il poursuit d’abord des études de mathématiques, d’économie et de philosophie à HEC, Jussieu et à l’École des hautes études en sciences sociales. En 1984, il obtient un doctorat de philosophie à la Sorbonne.
Dès 1972, il pratique le théâtre universitaire et suit des ateliers avec Ariane Mnouchkine et John Strasberg de l'Actors Studio.
En 1984, il fonde avec Élisabeth Chailloux le Théâtre de la Balance. En 1992, ils sont nommés à la direction du Théâtre des Quartiers d'Ivry (à l'époque hébergé par le Théâtre d’Ivry Antoine Vitez) et de l'atelier théâtral d'Ivry. L’objectif est de donner corps à de grands textes, du passé ou contemporains. Le mouvement des corps dans l’espace, les éléments de scénographie, de son, de lumière, tout se met au service de la parole de l’auteur et des idées qui entrent en action. Le plaisir du spectateur s’en trouve activé en même temps que son imagination, sa réflexion et son esprit critique.
Adel Hakim enseigne l’art dramatique, entre autres, à l'école du Théâtre national de Strasbourg, à l'école du Théâtre national de Bretagne, à l'ENSATT, à l'école de la rue Blanche-Paris, au Théâtre national de Bordeaux en Aquitaine, à l'école de la Comédie de Saint-Étienne, à Théâtre en Actes, à l'Institut supérieur d'art dramatique de Tunis, à l'université catholique au Chili, à l'université du Chili et dans de nombreuses autres universités chiliennes, à l'Alliance française de Buenos Aires, à la Casa del Teatro et à l'UNAM à Mexico…
Il organise, sous le titre Théâtre des Quartiers du Monde, des manifestations autour des écritures contemporaines étrangères : en 2005 Brûlots d'Afrique, en 2006 ¿Que tal? et L'Amérique latine, en 2008 Écritures contemporaines du Moyen-Orient, en 2009 Contre-feux, en 2010 le cycle autour de l’auteur russe Svetlana Alexievitch, en 2013 le cycle autour de l'auteur uruguayen Gabriel Calderón. En 1995, avec Jean-Claude Fall, alors directeur du Théâtre Gérard Philipe de Saint-Denis, il réunit une troupe d’acteurs pour présenter sur une saison l’intégrale des pièces de Sénèque traduites par Florence Dupont.
Auteur, il a écrit Exécuteur 14, Le Chant de la nuit, Corps, Cloradosco, La Toison d'or, Oum, Pasolini : politique-visions, Des roses et du jasmin.
Il traduit et adapte les pièces qu'il met en scène de Shakespeare, Eschyle, Pirandello, Goldoni, Benjamin Galemiri.
Il meurt à Ivry-sur-Seine, à 63 ans, des suites de la maladie de Charcot, avant d'avoir pu se rendre en Suisse où il envisageait de bénéficier d'une aide au suicide.

### Citation
« Mes spectacles sont toujours liés au réel de notre monde : diversité culturelle, réalités de la banlieue, dénonciation des pouvoirs qui produisent corruption, injustices sociales et guerres. Ouvrir une autre fenêtre que celles que les médias nous imposent. Et que les publics de banlieue puissent se sentir concernés par notre travail. Jamais je n’aurais voulu diriger un théâtre dans les quartiers bourgeois de Paris. »

— Adel Hakim dans une interview donnée au journal La Terrasse en octobre 2016

## Théâtre

### Dramaturge
- Exécuteur 14, Saint-Herblain, Lectures-Média, coll. « Bibliothèque théâtrale », 1991  (ISBN 2-907989-06-5) ; rééd. Paris, L'Avant-Scène théâtre, « Collection des quatre-vents », 2005  (ISBN 2-7498-0944-4)
- Cloradosco, 1993
- Le Chant de la nuit, 1994
- Corps, 1995
- La Toison d'or, 2000
- Oum, 2001
- Après Pasolini : politique vision, 2005
- Insurrection, 2013
- Arde Troya, 2012
- Des roses et du jasmin[5], L'Avant-Scène théâtre, 2015
- Machine en transe, 2016

### Comédien
- 1982 : Le Songe d'une nuit d'été de Shakespeare, mise en scène Bernard Ortega, Théâtre de la Porte Saint-Martin
- 1984 : La Surprise de l'amour de Marivaux, mise en scène Élisabeth Chailloux, Théâtre de la Tempête, tournée France et Étranger
- 1985 : Le Paradis sur terre de Tennessee Williams, mise en scène Élisabeth Chailloux, Théâtre de l'Aquarium, Festival d'Avignon, Théâtre des Quartiers d'Ivry
- 1987 : Alexandre le Grand de Racine, mise en scène Adel Hakim et Élisabeth Chailloux, Théâtre de la Tempête, tournée France et Étranger
- 1991 : Les Fruits d'Or de Nathalie Sarraute, mise en scène Élisabeth Chailloux, Théâtre Paris-Villette
- 1994 : Quai-Ouest de Bernard-Marie Koltès, mise en scène Élisabeth Chailloux, Théâtre des Quartiers d'Ivry
- 1995 : Trilogie Sénèque mise en scène Adel Hakim, tournée en France
- 1996 : Les Deux Gentilshommes de Vérone, mise en scène Adel Hakim, Théâtre des Quartiers d'Ivry
- 2001 : La vie est un songe de Calderon de la Barca, mise en scène Élisabeth Chailloux, Théâtre des Quartiers d'Ivry
- 2005 : La Fausse Suivante de Marivaux, mise en scène Élisabeth Chailloux, Théâtre des Quartiers d'Ivry, Théâtre des Treize Vents
- 2011 : La Nébuleuse Vie de José Miranda d'Oscar Castro, mise en scène Adel Hakim, Théâtre Aleph
- 2011 : La Pomme et le Couteau d'Aziz Chouaki, mise en scène Adel Hakim, Théâtre des Quartiers d'Ivry, tournée en France

### Metteur en scène
- 1987 : Alexandre le Grand de Racine, mise en scène avec Élisabeth Chailloux, Théâtre de la Tempête, tournée France et étranger
- 1989 : Prométhée enchaîné d'Eschyle, Maison des Arts de Créteil, Théâtre de la Tempête
- 1991 : Exécuteur 14[6] d'Adel Hakim, mise en scène de l'auteur, Théâtre Gérard Philipe, Théâtre Vidy-Lausanne, Théâtre des Quartiers d'Ivry, Festival de Saint-Herblain - Prix du meilleur spectacle, Festival International de Zürich, Festival International de Nitra, Festival du Théâtre de Beyrouth, tournée France et étranger, Théâtre du Rond-Point en septembre 2020
- 1993 : Le Parc de Botho Strauss, Maison des Arts de Créteil, tournée
- 1994 : Le Chant de la nuit d'Adel Hakim, mise en scène Catherine Boskowitz et Frédéric Fachéna. Théâtre de La Coupole, Combs-la-Ville. Scène nationale de Melun-Sénart
- 1994 : François d'Assise de Joseph Delteil, Théâtre Vidy-Lausanne, Théâtre Saint-Gervais Genève, centre culturel suisse de Paris, Théâtre de la Veillée (Montréal), Théâtre des Quartiers d'Ivry, tournée en France, en Suisse, au Canada Le spectacle, qui n’a jamais cessé de tourner, compte à ce jour près de 400 représentations[7].
- 1995 : Caporal Tonnelier de Louis Barthas, Comédie de Picardie, Théâtre des Quartiers d'Ivry, tournée France et étranger
- 1995 : Corps[8] d'Adel Hakim, Théâtre des Quartiers d'Ivry, CDN de Limoges, tournée
- 1995 : Baudelaire, Théâtre Paris-Villette, tournée
- 1995-1996 : Thyeste, Les Troyennes et Agamemnon (Une trilogie) de Sénèque, Théâtre des Quartiers d'Ivry, Festival de Marseille, tournée
- 1995-1997 : Les Deux Gentilshommes de Vérone de Shakespeare, Théâtre national de Strasbourg, Théâtre de l'Aquarium, Théâtre des Quartiers d'Ivry, tournée
- 1996 : Ce soir on improvise de Luigi Pirandello, Théâtre de la Cité internationale
- 1997 : Le Dépeupleur de Samuel Beckett, Centre dramatique national de Béthune
- 1997 : Mattis et les Oiseaux de Tarjei Vesaas. Chantiers de Blaye, Théâtre de la Tempête, tournée
- 1999 : Quoi l’Amour de Roland Fichet, Théâtre des Quartiers d'Ivry
- 1999-2000 : La Toison d'or d'Adel Hakim, Bichkek / Kirghizistan, Théâtre des Quartiers d'Ivry Spectacle créé avec des acteurs français et des acteurs kirghizes et joué dans les deux langues.
- 2000 : Exercice de démocratie, Minutes du Conseil Régional de la Région Centre, Théâtre de la Tempête
- 2001-2002 : Les Jumeaux vénitiens de Carlo Goldoni, Théâtre des Quartiers d'Ivry, tournée France et Suisse
- 2002 : Le 11 septembre de Salvador Allende d'Oscar Castro, Théâtre Aleph
- 2003 : Iq et Ox de Jean-Claude Grumberg, Théâtre du Rond-Point, Théâtre des Quartiers d'Ivry, tournée France et Suisse
- 2005 : Ce soir on improvise de Luigi Pirandello, Théâtre des Quartiers d'Ivry (2e version)
- 2005 : Les Principes de la foi de Benjamin Galemiri, Théâtre des Quartiers d'Ivry
- 2006 : Après Pasolini : politique-visions d'Adel Hakim, Théâtre des Quartiers d'Ivry
- 2007 : Mesure pour mesure de Shakespeare, château de Grignan, Théâtre des Quartiers d'Ivry, tournée France et étranger
- 2008 : La Cagnotte d'Eugène Labiche, Château de Grignan, Théâtre des Quartiers d'Ivry, tournée France et étranger
- 2009 : La Rosa blanca de B. Traven et Maryse Aubert, Artistic Athévains, Théâtre des Quartiers d'Ivry, tournée France et étranger
- 2009 : La Nébuleuse Vie de José Miranda d'Oscar Castro, Théâtre Aleph
- 2011 : La Pomme et le Couteau d'Aziz Chouaki, Théâtre des Quartiers d'Ivry
- 2011 : Pylade de Pier Paolo Pasolini, école du Théâtre national de Bretagne, Rennes
- 2012 : Antigone de Sophocle. Théâtre national palestinien-Jérusalem, Théâtre des Quartiers d'Ivry, tournée France et étranger
- 2012 : Chroniques de la vie palestinienne de Hussam Abu Eishaeh et Kamel El Basha. Théâtre des Quartiers d'Ivry, Maison des Métallos (Paris), tournée
- 2013-2014 : Ouz et Ore de Gabriel Calderon. Théâtre des Quartiers d'Ivry, Teatro Solis, Montevideo, Uruguay
- 2015 : La Double Inconstance de Marivaux. Théâtre des Quartiers d'Ivry, tournée en France
- 2016 : Rituel pour une métamorphose de Saadallah Wannous. École ESAD Paris. Théâtre des Quartiers d'Ivry
- 2016 : Machine en transe d'Adel Hakim, école du Théâtre national de Strasbourg, Théâtre des Quartiers d'Ivry
- 2017 : Des roses et du jasmin d'Adel Hakim ; interprété par le Théâtre national palestinien au Théâtre des Quartiers d'Ivry[5]

#### À l'étranger
- 1998 : Fedra de Sénèque, Teatro UC, Santiago, Chili
- 1998 : Ifigenia d'Euripide, Teatro UC, Santiago, Chili
- 1998 : Suzanne de Roland Fichet, Teatro UC, Santiago, Chili
- 1998 : Agnès de Catherine Anne. Teatro Universidad Catolica, Santiago, Chili
- 1999 : La Controverse de Valladolid de Jean-Claude Carrière. Teatro Camino, Santiago, Chili
- 2000 : Los Gemelos Venecianos de Goldoni, Las Reinas de Normand Chaurette. Universidad Catolica, Santiago, Chili, Théâtre des Quartiers d'Ivry
- 2002 : Los Principios de la fe de Benjamin Galemiri. Teatro Nacional Chileno, Santiago, Chili
- 2002 : Oum d'Adel Hakim, mise en scène de Lotfi Achour. Festival international de Byblos, Liban
- 2003 : Iq y Ox de Jean-Claude Grumberg. Teatro de la Universidad Catolica, Chili
- 2003 : Esta noche se improvisa de Luigi Pirandello. Teatro de la Universidad Catolica, Chili
- 2004 : Dejala sangrar de Benjamin Galemiri. Teatro Nacional Chileno, Théâtre des Quartiers d'Ivry
- 2004 : Calderon de Pier Paolo Pasolini. Sala Agustin Siré, Santiago, Universidad de Chile et Teatro Nacional Chileno.
- 2005 : Las Traquinias de Sophocle. Teatro Solis, Comedia Nacional, Montevideo, Uruguay
- 2005 : Tierno y cruel de Martin Crimp. Sala Verdi, Comedia Nacional, Montevideo, Uruguay
- 2010 : La Rosa Blanca de B. Traven. Teatro Solis, Montevideo / Teatro Camino, Santiago
- 2010 : Le Malade imaginaire de Molière au centre culturel yéménite de Sanaa, avec le centre culturel français de Sanaa. Yémen En arabe avec des acteurs yéménites.
- 2010 : El sueño de una noche de verano de Shakespeare, Teatro UC, Santiago, Chili
- 2010 : El Parque de Botho Strauss, Teatro UC, Santiago, Chili
- 2010 : Yakich y Pupche de Hanokh Levin. Teatro de la Universidad Catolica, Santiago, Chili
- 2011 : Inutilesubversivos d'Adel Hakim et Pablo Dubott. Teatro de la Universidad Catolica, Santiago, Chili
- 2011 : Antigone de Sophocle, en arabe, avec les acteurs du Théâtre national palestinien, Jérusalem-Est et en tournée à Ramallah, Naplouse, Haïfa, Bethléem
- 2012 : Entrecronicas de Cristian Ruiz. Teatro Nacional Chileno, Santiago
- 2012 : Arde Troya ! création collective basée sur la guerre de Troie. Universidad de Chile, Teatro Finis Terrae. Santiago, Chili
- 2013 : Uz, el pueblo de Gabriel Calderon. Teatro Nacional Chileno
- 2013-14 : Mi Muñequita de Gabriel Calderon. Teatro Sidarte, Santiago (Chili), Théâtre des Quartiers d'Ivry, festival Les Translatines (Bayonne)
- 2015 : Des roses et du jasmin d'Adel Hakim. Théâtre national palestinien (Jérusalem). Théâtre Al Qasaba (Ramallah)

## Filmographie
- 1988 : Un été à Paris de René Gilson

### Source
- Dossier sur Les Deux Gentilshommes de Vérone sur lesarchivesduspectacle.net